# Benjamin Joseph Blanger
François-Benjamin-Joseph Blanger, né le 19 mars 1821 à Abbeville (Somme) et mort le 11 décembre 1887, est un prélat français, évêque de la Guadeloupe puis évêque de Limoges.

## Biographie

### Jeunesse et premières années
Après avoir fait ses humanités sous la direction de Louis-Martin Porchez, futur évêque de la Martinique, il entre au collège de Boulogne-sur-Mer puis au séminaire d'Amiens où il reçoit, en décembre 1839, l'ordination sacerdotale des mains de Jean-Marie Mioland. Blanger est successivement curé de Péronne et de Sailly-le-Sec.

### Vicaire en Martinique
Il devient, en 1850, vicaire général de Porchez, nommé évêque Saint-Pierre et Fort-de-France. En 1861, il est nommé à la tête de la paroisse de Fort-de-France. À la mort du prélat, l'abbé Blanger reste attaché à l'administration du diocèse et assume la longue vacance du siège ce qui le fit apprécier du clergé local. Son rôle est particulièrement important, car il n'hésite pas à fournir à l'épiscopat mexicain l'hospitalité durant son séjour à Fort-de-France, lors de l'expédition du Mexique. Il noue ainsi des relations avec les plus hauts personnages de la marine française. Il contribue à calmer l'effervescence des zouaves révoltés qui s'étaient emparés d'un des forts de la ville.
À la suite de l'insurrection du sud de l'île de la Martinique en septembre 1870, l'abbé Blanger assiste dans leurs derniers moments les cinq rebelles qui furent condamnés à être fusillés au polygone Desclieux, en décembre 1871.

### Évêque de la Guadeloupe et de Basse-Terre
Le nouvel évêque de la Martinique, Amand-Joseph Fava, appuya l'abbé Blanger auprès du pape Pie IX. Il le présente comme le plus à même de succéder à Joseph-Clair Reyne au siège épiscopal de Basse-Terre. Nommé par décret du 21 mars 1873, Blanger est préconisé le 25 juillet et sacré le cinquième évêque de la Guadeloupe depuis la  création de l'évêché de Basse-Terre, en 1850. La cérémonie se déroule à Saint-Sulpice (Paris) le 29 septembre 1873, sous les auspices de Florian Desprez, archevêque de Toulouse. le 23 décembre, Blanger arrive à Basse-Terre.

En 1875, il voue l'ensemble de son diocèse au Sacré-Cœur. De même, l'année suivante, dans le développement de la dévotion mariale qui touche les Antilles, il relance la dévotion envers Notre-Dame de Guadalupe, dont une statue est placée au-dessus de l'entrée de la cathédrale de Basse-Terre. En 1881, il choisit une livre de prière pour cette dévotion et annonce que quarante jours d'indulgence sont accordées aux fidèles qui réciteraient cinq Pater et cinq Ave devant la statue. Enfin en 1878, il instaure un pèlerinage diocésain en l'honneur de Notre-Dame de Guadeloupe qui se déroule le 12 décembre en direction d'un oratoire situé aux Abymes. En 1880, il réorganise son diocèse en doyennés et paroisses.

### Évêque de Limoges
Il est transféré au siège épiscopal de Limoges par décret du 4 juillet 1883, en remplacement de Pierre-Henri Lamazou, décédé. Son installation solennelle eut lieu le mercredi 10 octobre en la cathédrale de cette ville.
Benjamin Blanger est mort le dimanche 11 décembre 1887 des suites d'une longue maladie . Amand-Joseph Fava prononcera l'éloge funèbre du défunt dans la cathédrale de Limoges, le 25 janvier 1888.

## Distinction
- Chevalier de la Légion d'honneur (3 aout 1875)[10]

## Armes
D'azur, au sautoir d'or accompagné de quatre tiges de roseaux du même.

## Sources
- "La Semaine religieuse du diocèse de Tulle", 1er septembre 1883, no 35, p. 456-457.
- Guilbaud (Abbé), Les étapes de la Guadeloupe religieuse, Basse-Terre, Imprimerie catholique, 1936, 228 p. (lire en ligne)
- Philippe Delisle, Histoire religieuse des Antilles et de la Guyane françaises : Des chrétientés sous les tropiques ? 1815-1911, Paris, Éditions Karthala, coll. « Mémoire d'Églises », 2000, 347 p. (ISBN 2-84586-085-4, OCLC 44971779, BNF 37119805, présentation en ligne)